# Verein für Leibesübungen Wolfsburg Frauen
El VfL Wolfsburg Frauen és la secció femenina del VfL Wolfsburg, un equip de futbol alemany. Entre 1973 i 2003 va ser un club independent, l'Eintracht Wolfsburg.
Als anys 2010 va esdevenir un dels millors equips femenins del món, guanyant el triplet en la temporada 2012-13 i revalidant Champions i Bundesliga l'any següent.

## Palmarès
- 5 Lligues de Campions de la UEFA
  - 2013, 2014, 2017, 2018, 2019
- 4 Lligues d'Alemanya
  - 12/13, 13/14, 16/17, 17/18
- 5 Copes d'Alemanya
  - 12/13, 14/15, 15/16, 16/17, 17/18

| Edició | Fase previa ¹ | Setzens de final   | Vuitens de final  | Quarts de final | Semifinals          | Final         |
| ------ | ------------- | ------------------ | ----------------- | --------------- | ------------------- | ------------- |
| 12/13  |               | Unia Raciborz      | Røa IL            | FK Rossiyanka   | Arsenal FC          | Olympique Lió |
| 13/14  |               | Pärnu JK           | Ldb Malmö         | FC Barcelona    | Turbine Potsdam     | Tyresö FF     |
| 14/15  |               | Stabaek IF         | SV Neulengbach    | FC Rosengård    | Paris Saint-Germain |               |
| 15/16  |               | Spartak Subotica   | Chelsea FC        | ACF Brescia     | 1.FFC Frankfurt     | Olympique Lió |
| 16/17  |               | Chelsea FC         | Eskilstuna United | Olympique Lió   |                     |               |
| 17/18  |               | Atlético de Madrid | Fiorentina        | Slavia Praga    | Chelsea FC          | Olympique Lió |

- ¹ Fase de grups. Equip classificat pillor possicionat en cas d'eliminació o equip eliminat millor possicionat en cas de classificació.